# Vincent Martin (rugby à XV)
Pour les articles homonymes, voir Martin (nom de famille) et Vincent Martin.

a Compétitions nationales et continentales officielles uniquement.

b Matchs officiels uniquement.
Dernière mise à jour le 4 août 2024.
Vincent Martin, né le 4 septembre 1992 à Avignon, est un joueur français de rugby à XV évoluant au poste de centre, d'arrière ou d'ailier. 

## Biographie
Natif d'Avignon mais formé au RC Châteaurenard puis au RC Toulon, Vincent Martin fait partie de la promotion Adrien Chalmin (2010-2011) au Pôle France du Centre national de rugby de Linas-Marcoussis au côté, entre autres, de Tom Ecochard, Sébastien Taofifénua, Yohann Artru, Kélian Galletier ou Fabrice Catala. 
Il joue son premier match de Top 14 contre l'USA Perpignan et inscrit son premier essai contre le Biarritz olympique. Le 16 octobre, il est retenu dans la liste élargie des joueurs appelés par Philippe Saint-André pour disputer la série de test matchs au mois de novembre, mais il ne figure pas parmi les vingt-trois joueurs finalement retenus.
Vincent Martin s'engage en faveur du Lyon OU en janvier 2014 afin de gagner notamment en temps du jeu. En 2015, il signe à l'US Oyonnax. À la suite de la relégation du club en Pro D2, il rejoint durant l'été 2016, le Montpellier Hérault Rugby. En fin de contrat en 2021, il s'engage au Biarritz olympique. En 2024, son contrat n'est pas renouvelé et il retourne à Montpellier pour entraîner les arrières de l'équipe Espoir.

## Palmarès
RC Toulon
- Finaliste du Championnat de France en 2013
- Vainqueur du Championnat de France en 2014

 Montpellier HR
- Finaliste du Championnat de France en 2018